# The Clarity Tour
The Clarity Tour è stato il secondo tour della cantante tedesca Kim Petras a sostegno dei due album in studio, Clarity e Turn Off the Light, e dell'EP Turn Off the Light, Vol. 1.
Tale tour fu annunciato tramite i social media della cantante. È iniziato il 21 ottobre 2019 da Vancouver e si è concluso l'11 febbraio 2020 a Londra.

## Creazione e svolgimento
Inizialmente era stato annunciato un tour di sole 23 date in Nord America ma in seguito ne furono aggiunte due portando il numero totale a 25. 
Una settimana prima dell'effettivo inizio del tour è stata annunciata una seconda tappa che coinvolgeva l'Europa. Difatti Petras ha svolto anche 12 date in Europa, portando il numero totale di spettacoli a 37.
Il 31 maggio 2019, Kim Petras ha annunciato che erano ufficialmente iniziate le prove per il tour.
In questo tour la cantante ha eseguito canzoni tratte dagli album Clarity e Turn Off the Light. Ha inoltre proposto dei singoli realizzati in collaborazione con altri artisti.

## Scaletta
1. Clarity
2. Meet the Parents
3. Blow It All
4. I Don't Want It at All
5. Hillside Boys
6. Unlock It / Click
7. Purgatory
8. There Will Be Blood
9. Wrong Turn
10. <demons>
11. Death By Sex
12. Close Your Eyes
13. Everybody Dies
14. Human (The Killers cover)
15. Reminds Me
16. Icy
17. Do Me
18. Can't Do Better

Encore
1. Heart to Break
2. 1, 2, 3 Dayz Up
3. Sweet Spot

## Date del tour

### Date del tour svolte
| Data             | Città          | Stato        | Luogo                      |
| Nord America     | Nord America   | Nord America | Nord America               |
| ---------------- | -------------- | ------------ | -------------------------- |
| 21 ottobre 2019  | Vancouver      | Canada       | Vogue Theatre              |
| 22 ottobre 2019  | Seattle        | Stati Uniti  | The Showbox                |
| 24 ottobre 2019  | Portland       | Stati Uniti  | Roseland Theater           |
| 26 ottobre 2019  | Oakland        | Stati Uniti  | Fox Oakland Theatre        |
| 28 ottobre 2019  | Sacramento     | Stati Uniti  | Ace of Spades              |
| 30 ottobre 2019  | Los Angeles    | Stati Uniti  | Shrine Auditorium          |
| 3 novembre 2019  | Austin         | Stati Uniti  | Emo's                      |
| 4 novembre 2019  | Dallas         | Stati Uniti  | House of Blues             |
| 8 novembre 2019  | Orlando        | Stati Uniti  | The Plaza Live             |
| 11 novembre 2019 | Nashville      | Stati Uniti  | Cannery Ballroom           |
| 12 novembre 2019 | Atlanta        | Stati Uniti  | Tabernacle                 |
| 14 novembre 2019 | Charlotte      | Stati Uniti  | The Underground            |
| 16 novembre 2019 | New York City  | Stati Uniti  | Avant Gardner              |
| 17 novembre 2019 | New York City  | Stati Uniti  | Avant Gardner              |
| 19 novembre 2019 | Philadelphia   | Stati Uniti  | The Fillmore Philadelphia  |
| 20 novembre 2019 | Silver Spring  | Stati Uniti  | The Fillmore Silver Spring |
| 22 novembre 2019 | Boston         | Stati Uniti  | Royale                     |
| 23 novembre 2019 | Boston         | Stati Uniti  | Royale                     |
| 25 novembre 2019 | Toronto        | Canada       | Phoenix Concert Theatre    |
| 27 novembre 2019 | Chicago        | Stati Uniti  | Riviera Theatre            |
| 30 novembre 2019 | Saint Paul     | Stati Uniti  | Palace Theatre             |
| 1 dicembre 2019  | Kansas City    | Stati Uniti  | The Truman                 |
| 4 dicembre 2019  | Denver         | Stati Uniti  | Ogden Theatre              |
| 5 dicembre 2019  | Salt Lake City | Stati Uniti  | The Depot                  |
| 8 dicembre 2019  | San Diego      | Stati Uniti  | The Observatory            |
| Europa           |                |              |                            |
| 24 gennaio 2020  | Amsterdam      | Olanda       | Melkweg                    |
| 26 gennaio 2020  | Amburgo        | Germania     | Docks                      |
| 27 gennaio 2020  | Copenhagen     | Danimarca    | Vega                       |
| 29 gennaio 2020  | Berlino        | Germania     | Metropol                   |
| 30 gennaio 2020  | Anversa        | Belgio       | ZAPPA                      |
| 1 febbraio 2020  | Colonia        | Germania     | Live Music Hall            |
| 2 febbraio 2020  | Parigi         | Francia      | Le Trianon                 |
| 4 febbraio 2020  | Dublino        | Irlanda      | The Academy                |
| 7 febbraio 2020  | Birmingham     | Regno Unito  | O2 Academy Birmingham      |
| 8 febbraio 2020  | Manchester     | Regno Unito  | Manchester Academy 2       |
| 9 febbraio 2020  | Manchester     | Regno Unito  | Manchester Academy 2       |
| 11 febbraio 2020 | Londra         | Regno Unito  | O2 Shepherd's Bush Empire  |

### Date del tour annullate[4]
| Data            | Città   | Stato       | Luogo | Motivazione |
| --------------- | ------- | ----------- | ----- | ----------- |
| 5 febbraio 2020 | Glasgow | Regno Unito | SWG3  | Malessere   |